# Avenida Mitre (Tucumán)
La Avenida Bartolomé Mitre es una avenida de San Miguel de Tucumán, Tucumán, Argentina. Su recorrido inicia en la Plazoleta Mitre en avenidas Líbano y Belgrano hasta avenida Alem y avenida Mate de Luna.

## Historia
Originalmente por la vía pasaba la Acequia de la Patria, construida con el fin de abastecer de agua a la capital. La avenida Mitre fue trazada en 1872 como parte de la expansión de la traza urbana capitalina, siendo esta arteria vehicular el límite oeste de la urbanización de la ciudad. En 1888 se nombró la avenida como Boulevard Juárez Celman, recibiendo su actual denominación en 1903. En 1920 se creó el bulevar Leandro N. Alem con la parte sur de la avenida Mitre y en 1991 el tramo entre avenida Sarmiento y Francisco de Aguirre pasó a llamarse República del Líbano.
En 1913 la avenida fue pavimentada con macadán para modernizar el tránsito vehicular y prevenir inundaciones y problemas generados por lluvias y el paso de animales de ganado vacuno. Durante finales del siglo XIX  y principios del XX se crearon diversos barrios y sectores comerciales circundantes a la avenida y la Plazoleta Mitre. Alrededor de esta se creó el ya extinto Cine Mitre, uno de los primeros cines fuera del centro tucumano.

## Sitios de interés
A lo largo de esta avenida se desarrollan varios lugares de interés y emblemáticos:
- Plazoleta Mitre
- Escuela de Educación Técnica N°3
- Colegio Tulio García Fernández
- Parroquia San Juan Bosco
- Sanatorio Central
- Colegio María Auxiliadora